# Bataille de Surabaya (1677)
Ne doit pas être confondu avec la bataille de Surabaya de 1945, célébrée par le Jour des Héros (Hari Pahlawan) en Indonésie.
La bataille de Surabaya a lieu en mai 1677 lors de la révolte de Trunajaya et voit la Compagnie néerlandaise des Indes orientales (connue sous son acronyme néerlandais VOC) défaire les forces de Trunajaya et prendre la ville de Surabaya pour le compte de son allié, le Sultanat de Mataram.

## Contexte
La révolte de Trunajaya débute en 1674 par des raids des forces rebelles contre les villes du sultanat de Mataram. En 1676, une armée rebelle de 9 000 hommes envahit la partie orientale de Java depuis leur base de Madura et prennent Surabaya, la principale ville de la région, peu après. Le roi de Mataram Amangkurat Ier envoie une importante armée dirigée par le prince héritier (plus tard Amangkurat II) pour mettre fin à la rébellion, mais elle est battue à la bataille de Gegodog au nord-est de Java. Les rebelles continuent à engranger les victoires et gagnent du territoire durant les mois suivants, prenant contrôle de la côte nord de Java jusqu'à Cirebon. Devant le risque d'effondrement de son autorité, Amangkurat Ier cherche l'aide de la Compagnie néerlandaise des Indes orientales (VOC) à Batavia. Le 20 janvier 1677, l'amiral Cornelis Speelman (en), récemment nommé commandant des forces de la VOC sur la côte nord de Java, arrive à Jepara pour négocier avec Wangsadipara, le gouverneur du Mataram pour la côte nord. Ils s'accordent sur un contrat en février, qui est ratifié par le roi en mars.

### Arrivée de la VOC au large de Surabaya

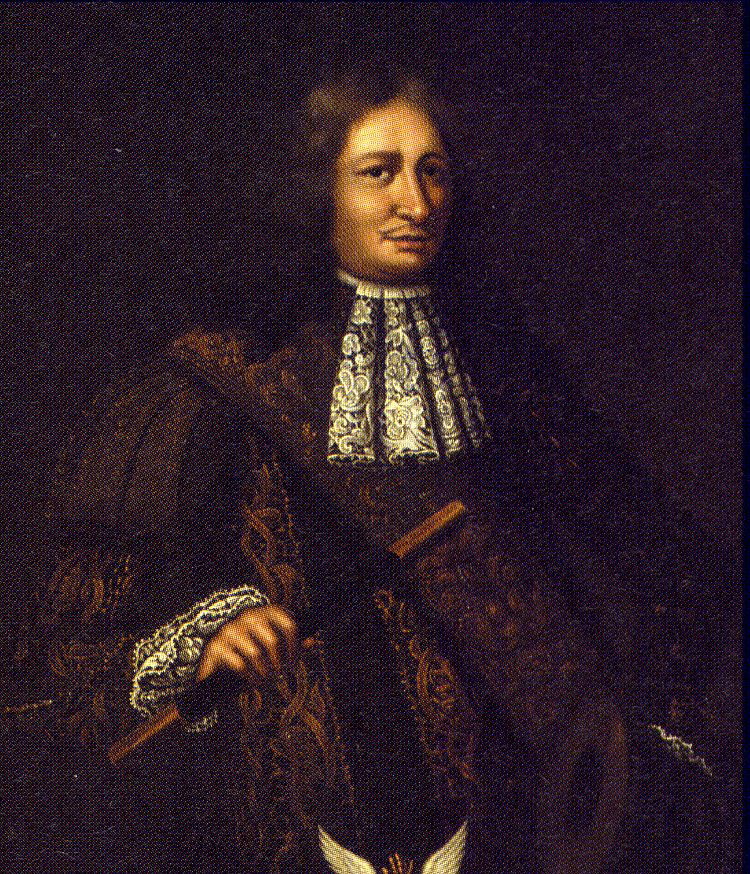
dirige les forces de la VOC sur la côte nord de Java et conduit l'attaque sur Surabaya. Le portrait date des années 1680 lorsqu'il est gouverneur-général de la VOC.

La flotte de Speelman quitte Jepara puis jette l'ancre au large de Surabaya au début du mois d'avril et tente d'entamer des négociations avec Trunajaya. Trunajaya est d'abord amical envers la VOC, mais il refuse de rencontrer Speelman à bord d'un navire de la Compagnie. L'avis de la VOC sur Trunajaya se dégrade après qu'il a raté un rendez-vous en eaux neutres et que des émissaires aient rapporté qu'il était un ivrogne. À la fin du mois d'avril, Speelman décide d'attaquer Surabaya et abandonne les négociations.

## Bataille

### Forces et terrain
Speelman dirige une force d'environ 1 500, 400 d'entre-eux venant de Jepara, le reste venant avec lui de Batavia. Les troupes venues de Batavia incluent 600 marins, 310 soldats européens et quatre « compagnies » (environ 50 hommes chaque) d'Amboinais, de Malais, de Balinais et de Mardijker (en).
Surabaya, de son côté, est défendue par des fortifications, de l'artillerie et un nombre « substantiel » d'hommes. Les défenseurs ont au moins 120 cannons. Les forces de Trunajaya sont technologiquement à égalité avec les forces de VOC, ses innovations techniques ayant été rapidement adoptées à Java. Deux fleuves, le Kali Mas (en) et le Kali Pegirian, coulent dans la ville jusqu'au détroit de Madura au nord. Trunajaya établit sa cour dans l'ancienne citadelle royale (à l'emplacement de l'actuel bureau du gouverneur de Java oriental) et détourne le Kali Mas pour l'entourer de douves. Ces dernières sont cependant asséchées pendant la bataille à cause de la saison sèche. Trunajaya établit sa principale ligne de défense le long de la rivière au nord de la citadelle, élevant des fortifications et des palissades et met en place deux batteries d'artillerie. Le Kali Pegirian, plus oriental, coule dans Ampel (en), un quartier de Surabaya abritant la tombe de Sunan Ngampel-Denta, l'un des Wali Sanga. Contrairement au secteur occidental, ce secteur (le flanc droit de Trunajaya) est faiblement défendu ; seules des palissades sont construites sur la rivière. La distance séparant la côte des principales défenses de Trunajaya, environ 4,5 km, est couverte de terrain marécageux couvert d'une fruticée, principalement sous l'eau à marée haute.

### Engagement principal

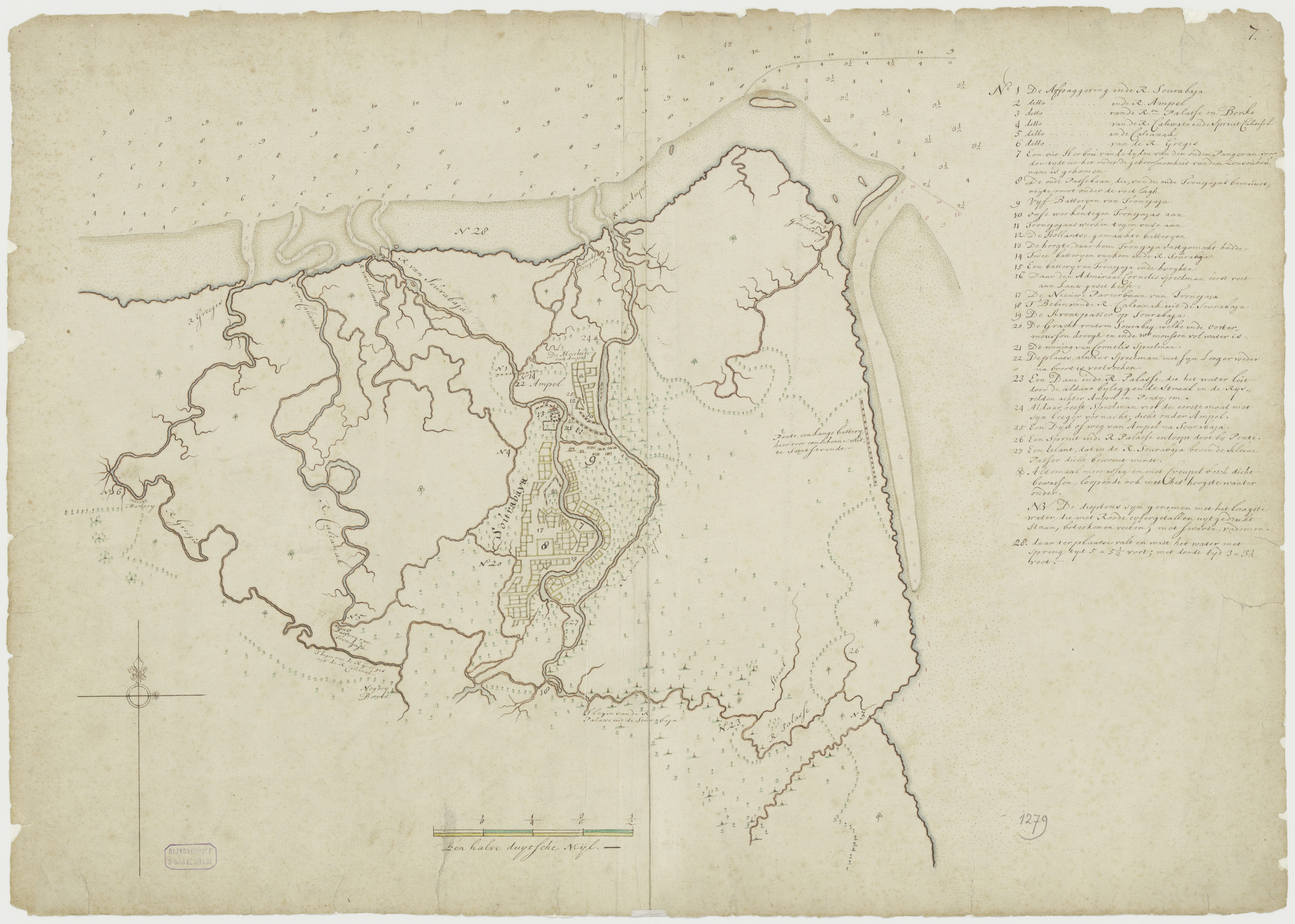
Carte contemporaine néerlandaise montrant Surabaya et la position des deux forces après la prise d'Ampel par la VOC mais avant l'assaut principal.

Les forces de la VOC débarquent le 4-5 mai sur le flanc droit de Trunajaya. Ce dernier ne s'attendant pas à une attaque de ce côté, la position n'est que légèrement défendue. La VOC prend Ampel sans grande resistance. Au cours des jours suivants, la VOC établit sa batterie à Ampel, tout en conduisant des négociations sans but avec Trunajaya. Ce dernier accuse Speelman de manquer de chevalerie en l'attaquant sur son flanc droit plutôt que sur sa position principale. Aussi bien Trunajaya que la VOC avancent leurs troupes jusqu'à ce que leurs artilleries ne soient plus qu'à un tir de pistole l'une de l'autre. Trunajaya construit également un barrage sur la rivière, seule source d'eau douce de la VOC, dont les troupes sont alors réduites à utiliser de l'eau saumâtre, favorisant la propagation de maladies.
À ce moment, le temps semble être du côté de Trunajaya ; tout délai lui permet de renforcer ses fortifications et recevoir des renforts, alors que les maladies affaibliront les troupes de la VOC. Speelman décide alors d'attaquer. Les 12-13 mai, la VOC bombarde lourdement les fortifications principales de Trunajaya puis lance un assaut. L'attaque est couronnée de succès après des combats acharnés, et Trunajaya se replie sur l'intérieur des terres pour s'établir à Kediri, l'ancienne capitale du royaume de Kediri,. Pendant la retraite, il abandonne soixante-neufs canons de fer et trente-quatre canons de bronze (dont vingt petits canons de bateau, des « bassen ») et ne parvient à sauver que vingt canons de bronzes.

### Suites
Les forces de la VOC repoussent alors les forces rebelles des régions entourant Surabaya. Deux détachements (des compagnies indonésiennes conduites par des capitaines néerlandais) sont envoyés vers le nord-ouest, le long de la côte, pour éliminer les rebelles dans les régions entourant Sidayu (en), Tuban et les monts Kendeng,. Speelman envoie également des représentants, dont des marchands indiens, au kraeng de Galesong (en) à Pasuruan. Galesong, ancien allié de Trunajaya, s'est querellé avec ce dernier et est resté neutre lors de la bataille. Cette négociation échoue au début du mois de mai, Galesong refusant de se soumettre même après la défaite de Trunajaya à Surabaya,.
La VOC tente également de gagner la loyauté des seigneurs de Madura, l'île d'origine de Trunajaya de l'autre côté du détroit. En mai, Plusieurs d'entre eux se soumettent à l'amiral, en tant que représentant du roi de Mataram, et Speelman tente d'installer l'un d'entre eux, raden Martapati, comme mandataire. Son autorité s'effondre cependant très rapidement face aux soutiens de Trunajaya lorsque son escorte de la VOC quitte Madura, l'obligeant à fuir vers Surabaya. Par la suite, Speelman se rendra en personne à Madura, où il défait les alliés de Trunajaya et rase sa résidence, Maduretna,. Cependant, à la fin du mois de juin, la cour du Mataram est prise par les forces de Trunajaya, entraînant la fuite du roi. En apprenant la nouvelle, Speelman décide de se rendre immédiatement à son point stratégique de Jepara et rejoindre les forces royales battant en retraite.

## Conséquences
Speelman projete de profiter de sa victoire pour continuer d'avancer vers l'intérieur des terres de Java, mais sa campagne est interrompue par la nouvelle de la chute de la capitale du Mataram ; il vogue alors à Jepara pour défendre la ville. Par ailleurs, les supérieurs de Speelman à la VOC hésitent à continuer à s'impliquer dans cette guerre. En effet, Batavia elle-même fait face à des menaces venant du sultanat de Banten, à l'ouest de Java, et le poste de la VOC à Malacca est menacé par le sultanat de Johor. Le 6 juillet, la VOC ordonne l'arrêt des opérations de Speelman : « Pas l'un de nos hommes, grand ou petit, doit se rendre au Mataram ».
L'historien spécialiste de l'Indonésie M. C. Ricklefs suggère que la victoire de la VOC à Surabaya a probablement accéléré la chute du Mataram. Les forces rebelles défaites se replient en effet dans les terres, se rapprochant ainsi de la capitale du sultanat et déclenchant une attaque précoce sur la cour. De plus, l'alliance entre le roi et la VOC, étrangère et chrétienne, renforce le caractère islamique de la rébellion. Le successeur d'Amangkurat Ier, Amangkurat II, raconte plus tard à la VOC que cette alliance a poussé son cousin pangeran Purbaya à se joindre aux rebelles, les forces de celui-ci comptant finalement parmi les troupes ayant pris la capitale,.
La révolte de Trunajaya se poursuit jusqu'en 1680, lorsqu'elle est finalement vaincue par l'alliance Mataram-VOC.